# Onthophagus millamilla
Onthophagus millamilla là một loài bọ cánh cứng trong họ Bọ hung (Scarabaeidae).